# Dezflurán
A dezflurán fluorral halogénezett etil-metil éter származék. Ezek a vegyületek inhalációban alkalmazva dózisfüggő mértékű és reverzibilis eszméletlenséget okoznak, felfüggesztik a fájdalomérzékelést, gátolják az akaratlagos mozgást, módosítják a vegetatív reflexműködéseket, és csökkentik a légzőszervek és a cardiovascularis rendszer működését. Ebbe a vegyületcsoportba tartozik az enflurán és szerkezeti izomerje, az izoflurán.

## Sztereokémia
A dezflurán racemát, azaz a következő két enantiomer 1: 1 arányú elegye:
| A dezflurán enantiomerjei | A dezflurán enantiomerjei |
| ------------------------- | ------------------------- |
| (R)-enantiomer            | (S)-enantiomer            |

## Hatása
Amint az a kémiai felépítéséből is következik, a dezflurán vér/gáz eloszlási együtthatója alacsonyabb a többi, erős hatású inhalációs anesztetikuménál, sőt a dinitrogén-oxidénál is. Mindezen tulajdonságok magyarázzák a gyors ébredést a dezflurán-narkózis során. Az állatkísérletek azt mutatták, hogy az izofluránénál gyorsabb az indukció és az ébredés, hasonló cardiovascularis profillal. A klinikai vizsgálatok során azonban nem sikerült következetesen bizonyítani, hogy a dezflurán-narkózis hatásai rövidebb idő alatt szűnnének meg. A dezflurán-narkózis ideje alatt EEG-monitorozással nem észleltek epileptogén vagy egyéb központi idegrendszeri mellékhatást, ill. az egyidejűleg adott adjuváns gyógyszerek sem idéztek elő váratlan vagy toxikus EEG-reakciókat.
Malignus hyperthermiára genetikusan hajlamos sertéseken végzett kísérletek eredményei alapján ez a szövődmény a dezflurán alkalmazásakor is felléphet.
A dezflurán farmakológiai hatásainak erőssége az alveoláris koncentrációval arányos.

## Fordítás
- Ez a szócikk részben vagy egészben  a   Desflurane című angol Wikipédia-szócikk fordításán alapul.  Az eredeti cikk szerkesztőit annak laptörténete sorolja fel. Ez a jelzés csupán a megfogalmazás eredetét és a szerzői jogokat jelzi, nem szolgál a cikkben szereplő információk forrásmegjelöléseként.